# Mérion (mythologie)
Pour les articles homonymes, voir Mérion.
Dans la mythologie grecque, Mérion (en grec ancien Μηριόνης / Mêriónês) est un héros de la guerre de Troie. Il fait partie des guerriers présents dans le cheval de Troie. 
Il est le fils de Molos (en), bâtard de Deucalion et par conséquent demi-frère d'Idoménée. Il part de Crète avec ce dernier, qu'il sert comme écuyer, à la tête de 80 nefs. Devant Troie, il est selon Homère l'un des guerriers les plus braves du camp grec. Comme ses compatriotes, c'est un archer, il rivalise d'habileté avec Teucros. À la lance, il blesse Déiphobe, fils de Priam, et tue Acamas, Morys, Hippotion et Laogone ainsi que l'amazone Évandre . Il affronte Énée quand il accompagne Patrocle lors de son aristie. 
C'est l'un des héros vénérés de la ville de Cnossos, avec Idoménée ; l'épithète homérique la plus couramment utilisée à son égard est « émule de l'ardent Arès ». À son retour de la guerre, il fonde la ville d'Enghion en Sicile.